# Британска Антарктичка Територија
Британска Антарктичка Територија је прекоморска територија Уједињеног Краљевства, која се налази на Антарктику од јужног пола до 60°Ј, између 20°З и 80°З. Територија је основана 3. марта 1962, иако је Велика Британија имала суверенитет на том делу Антарктика од 1908. Пре 1962, територија је била део Фолкландских Острва. Под Антарктичким споразумом из 1961. све територијалне претензије на Антарктику су биле суспендоване.
На територијама нема домаћег становништва. Британска Антарктичка истраживања имају три станице на територији, као и још неколико других земаља.